# ملفين جاي ليرنر
ملفين جاي ليرنر (بالإنجليزية: Melvin J. Lerner)‏ هو أستاذ جامعي وعالم نفس أمريكي، ولد في 1929 في لورين في الولايات المتحدة.